# Louis Daguerre
Louis-Jacques-Mandé Daguerre (Cormeilles-en-Parisis, 18. studenog 1787. – Petit-Bry-sur-Marne, 10. srpnja 1851.) je bio francuski umjetnik i kemičar koji je zapamćen svojim izumom Daguerretipa, preteče fotoaparata. Ključni izumitelj u razvoju fotografije.
Od 1822. god. Daguerre je u Parizu otvorio dioramu, kazalište namijenjeno za prikazivanje osvijetljenih prikaza na velikom platnu, gdje bi se višeslojne slike načinjene na manjim platnima izlagalo jakom svjetlu: uz vrlo spretno rukovanje dobivale su se slike u boji, koje bi se tijekom projekcije od oko četvrt sata postepeno mijenjale, kako bi operator mijenjao ulaz svjetlosti i obojene slojeve u projektoru. Cilj je bilo postići ljepotu i dramatičnost prikaza. Daguerre je priređivao takve predstava "po pariškoj modi" i u inozemstvu; tako i u Engleskoj i Škotskoj. 
On i francuski izumitelj Nicéphore Niépce (1765. – 1833) - koji je 1822. godine napravio prvi heliograf, uz korištenjem katrana - su 1829. sklopili partnerstvo koje je trajalo 4 godine, do Niépceve smrti 1833. Njih su dvojica zajednički razvijali tehniku u kojoj bi se tanki sloj katrana satima ili čak danima osvjetljavao, da bi se potom manje stvrdnuti dijelovi uklonili otapalom, ostavljajući tamnije dijelove crno-bijelog snimka; potom bi se metalna ili druga ploča na kojoj bi tako dobiveni negativ bio sačinjen koristila za izradu litografije (te se govori o tehnici fotolitografije, koja se u tiskarstvu koristi do danas). Niepce je uspio proizvesti tek grube snimke, a ni u suradnji s Daguerreom se nije odmaklo dalje od snimki čvrstih objekata ili rukom načinjenih slika; potom se snimke nerijetko dorađivalo rukom.
Daguerre je nakon Niépceove smrti nastavio raditi na poboljšanju tehnike fotografiranja, koristeći srebrne soli umjesto katrana. Naposljetku je - pod imenom Daguerretip - izradio medij sačinjen od posrebrenog tankog bakrenog lista, izloženog dodatno parama srebornog jodida; list bi se potom izlagao osvjetljenju u kameri, tj. komori iza optičke leće. Nakon nekoliko godina eksperimentiranja Académie des Sciences je 9. siječnja 1839. podržala projekt, u kojem je Daguerre učinio daljnji napredak koristeći živine pare kojim se (u tamnoj komori) dodatno razvijalo vrlo blijedu sliku koja je nastajala nakon ekspozicije u kameri. Uz ovo poboljšanje, ekspozicija je u kameri trebala trajati desetak minuta, umjesto više sati koji su dotle bili potrebni da dovoljno oštra snimka nastane u samoj kameri. Daguerreov izum je otkupila francuska država - Daguerre je zauzvrat dobio relativno skromnu doživotnu rentu - te ga je 19. kolovoza 1839. francuska vlada proglasila projektom "Libérez au monde" (fr. Slobodan za svijet); objavivši sve tehničke upute kako bi ih svi mogli koristiti, kao dar Francuske čitavom čovječanstvu.
Međutim je Daguerre 12. kolovoza, dakle nekoliko dana prije francuske objave, podnio zahtjev za zaštitu patenta u Engleskoj, pa francuska objava ondje nije imala pravnog učinka - nego su korisnici iz Velike Britanije morali plaćati za korištenje patenta; to je usporilo razvoj fotografije u Velikoj Britaniji, u kojoj je samo manji broj snimatelja imao licencu za korištenje tehnike Daguerretipa. U Velikoj Britaniji se Dagerretip koristio u konkurenciji sa srodnom tehnikom poznatom kao "Calotype" (ili Talbottype), koju je u punini razvio 1841. godine William Henry Fox Talbot: tu se umjesto bakrene ploče koristio papir premazan srebrnim kloridom. Talbotova tehnika je koristila slična načela, ali je tehnički izvođena na dosta različit način, u odnosu na metodu koju je razdvio Daguerre.
Dagerotipije su ispočetka predstavljale zrcalne snimke objekata; tek kasnije se počelo koristiti u kamerama ogledala i invertirajuće prizme, kako bi se dobila snimka čije su strane odgovarale onima u naravi. Dagerotipije su tipično korištene za izradu portreta, a rjeđe pejzaža; pritom bi se snimanje uvijek upriličilo za jakog sunca. Dagerotipije su stvarale samo jednu snimku, koju se nije moglo umnožavati. Veličina cijele dagerotipske ploče je bila 16,5 x 21 cm, a izrađivale su se i manje - od polovine, četvrtine, šestine, devetine i šesnaestine pune ploče. Tipično su se potom izlagale u okvirima ovalnog ili vitičastog oblika, koji su trebali naglasiti bitni sadržaj snimke.
Louis Daguerre se nalazi na listi 72 velika znanstvenika čija su imena ugravirana na Eifellovom tornju.

## Nazvano po Louisu Daguerreu
- njegov izum Daguerretip
- 3256 Daguerre, asteroid
- Daguerreovi krateri na Mjesecu
- Daguerre Memorial in Washington D.C.  Arhivirana inačica izvorne stranice od 3. ožujka 2016. (Wayback Machine)

## Vanjske poveznice
|  | Zajednički poslužitelj ima stranicu o temi Louis Daguerre |